# Петар Стојсављевић
Петар Стојсављевић (1887–?), био је српски свештеник, народни посланик и вођа ројалистичких снага у врличком крају током Другог свјетског рата. Био је политички активан као члан Народне радикалне странке.